# Apache CloudStack
CloudStack è un software libero per la creazione, la gestione e il dispiegamento di infrastrutture di cloud computing, dette anche IaaS (Infrastructure-as-a-Service). Permette di collegare tra loro diversi datacenter per poter fornire un servizio remoto di gestione di macchine virtuali.

## Storia
CloudStack è stato sviluppato originariamente da Cloud.com, nota anche come VMOps. da Redpoint Ventures, Nexus Ventures e Index Ventures.
VMOps è stata fondata nel 2008 da Sheng Liang, Shannon Williams, Alex Huang, Will Chan e Chiradeep Vittal.
La compagnia aveva ottenuto un finanziamento di 17,6 milioni di dollari e Cloud.com aveva sede a Cupertino, in California.
Nel maggio del 2010, Cloud.com ha rilasciato la maggior parte di CloudStack come software libero sotto la licenza GPLv3, mantenendo tuttavia un 5% del codice sotto licenza proprietaria.
Cloud.com e Citrix hanno dato supporto anche ad OpenStack, un altro programma della stessa categoria di CloudStack.
Ad ottobre del 2010, Cloud.com ha annunciato una partenership con Microsoft per poter sviluppare il codice necessario per l'integrazione con CloudStack di Windows Server 2008 R2 Hyper-V
A luglio del 2011, Citrix Systems ha acquisito Cloud.com per circa 200 milioni di dollari.
Ad agosto del 2011, Citrix ha pubblicato il resto del codice di CloudStack sotto Licenza Apache permettendo la supervisione dello sviluppo alla Apache Foundation
Ad aprile del 2012, Citrix ha donato CloudStack alla Apache Software Foundation abbandonandone anche lo sviluppo.

## Caratteristiche tecniche
- CloudStack consente di gestire macchine virtuali realizzati con hypervisors molto diffusi come: 
  - KVM
  - VMware vSphere
  - VMware ESXi, VMware vCenter
  - XenServer/XCP.
  - Windows Server 2012 R2
  - Hyper-V 2012 R2
- Interfaccia web AJAX, sia per l'amministratore che per l'utente finale, e un API di tipo REST.
- Gestione delle reti VLAN, con router, firewall e load balancer virtuali
- Misurazione e tariffazione delle risorse virtuali usate
- Suddivisione gerarchica in Region geograficamente distribuite, e, a loro volta suddivise in: Zone, Pod e Cluster

L'installazione minima e semplice prevede una macchina con un CloudStack Management Server e un'altra macchina che fornisce l'infrastruttura cloud (in questo caso, un'infrastruttura molto semplice che consiste in un solo host che esegue un hypervisor).

## Casi d'uso
Apache CloudStack ha un elevato numero di utilizzatori:
- ASG
- Alcatel-Lucent
- Amdocs
- Apple
- Autodesk
- Bechtle AG
- Bell Canada
- British Telecom
- CA Technologies
- CANCOM
- China Telecom
- Citrix Systems
- Cloudera
- Cloudian, Inc.
- Colt
- Comping
- Datapipe
- Dell
- Disney
- EVRY
- Edmunds.com
- EnterpriseDB
- Globo.com
- GreenQloud
- Hokkaido University
- Huawei
- Hitachi
- INRIA
- Imperial College
- InMobi
- Interoute
- Juniper Networks
- KDDI
- KT Corporation
- Kyushu University
- LeaseWeb
- Logicworks
- NEOS
- NTT
- Nokia
- OpenERP
- Orange
- Orbitz
- PPTV
- Proteus
- SAP
- Scalr
- Shopzilla
- Slovak Telekom
- SoftLayer
- SoftwareONE
- SolidFire
- Taiwan Mobile
- Tata
- Tendril
- TomTom
- Trader Media Group
- University of Cologne
- University of Melbourne
- University of São Paulo
- VMTurbo
- Verio
- Verizon
- WebMD
- Zenoss Core
- Zynga